# Christian Mayrleb
Christian Mayrleb (ur. 8 czerwca 1972 w Wels) – piłkarz austriacki grający na pozycji napastnika.

## Kariera klubowa
Mayrleb piłkarską karierę rozpoczynał w klubie FC Linz, gdzie grał w zespole juniorów. Sezon 1993/1994 spędził w SV Ried, a barwach którego występował w drugiej lidze. Latem 1994 przeszedł do pierwszoligowego zespołu Admira Wacker Mödling. W Admirze spędził dwa sezony, w których to zdobył łącznie 15 bramek. W 1996 roku Mayrleb ponownie zmienił barwy klubowe i tym razem został piłkarzem Tirolu Innsbruck, z którym wystąpił w Pucharze UEFA, a w połowie sezonu 1997/1998 wyjechał do angielskiego Sheffield Wednesday, w którym wystąpił zaledwie w 3 ligowych meczach.
Latem 1998 Mayrleb wrócił do ojczyzny i podpisał kontrakt z Austrią Wiedeń. W Austrii od początku zaczął grać w pierwszej jedenastce i już w pierwszym sezonie zdobył 16 goli w lidze. W sezonie 1999/2000 zdobył ich 21, w sezonie 2000/2001 – 16, a w 2001/2002 – 12. W 2003 roku wywalczył swoje pierwsze mistrzostwo Austrii, jednak długo leczył kontuzję, a na dodatek w połowie sezonu przeszedł do SV Pasching. W sezonie 2003/2004 miał udział w historycznym sukcesie tego klubu, który pokonał Werder Brema w Pucharze Intertoto, a następnie awansował z nim do Pucharu UEFA. W sezonie 2004/2005 Mayrleb strzelił dla Pasching 21, dzięki czemu został królem strzelców pierwszej ligi Austrii.
Latem 2005 Christian za 500 tysięcy euro przeszedł do Red Bull Salzburg. W ataku klubu z Salzburga grywał najczęściej z Alexandrem Zicklerem i sam zdobył 7 goli w lidze przyczyniając się do wywalczenia wicemistrzostwa kraju. Po sezonie zakupiono jednak Szwajcara Johana Vonlanthena i Mayrleb powrócił do Pasching, z którym zajął 5. miejsce w lidze. W całym sezonie strzelił dla tego zespołu 11 goli. Latem 2007 przeszedł do beniaminka Bundesligi, LASK Linz. W 2011 roku został zawodnikiem FC Pasching.
| Sezon   | Klub                  | Kraj    | Rozgrywki      | Mecze | Bramki |
| ------- | --------------------- | ------- | -------------- | ----- | ------ |
| 1993/94 | SV Ried               | Austria | Erste Liga     | ?     | ?      |
| 1994/95 | Admira Wacker Mödling | Austria | Bundesliga     | 34    | 7      |
| 1995/96 | Admira Wacker Mödling | Austria | Bundesliga     | 32    | 8      |
| 1996/97 | Tirol Innsbruck       | Austria | Bundesliga     | 33    | 7      |
| 1997/98 | Tirol Innsbruck       | Austria | Bundesliga     | 20    | 10     |
| 1997/98 | Sheffield Wednesday   | Anglia  | Premier League | 3     | 0      |
| 1998/99 | Austria Wiedeń        | Austria | Bundesliga     | 35    | 16     |
| 1999/00 | Austria Wiedeń        | Austria | Bundesliga     | 34    | 21     |
| 2000/01 | Austria Wiedeń        | Austria | Bundesliga     | 35    | 16     |
| 2001/02 | Austria Wiedeń        | Austria | Bundesliga     | 28    | 12     |
| 2002/03 | Austria Wiedeń        | Austria | Bundesliga     | 2     | 0      |
| 2002/03 | SV Pasching           | Austria | Bundesliga     | 9     | 2      |
| 2003/04 | SV Pasching           | Austria | Bundesliga     | 32    | 15     |
| 2004/05 | SV Pasching           | Austria | Bundesliga     | 34    | 21     |
| 2005/06 | Red Bull Salzburg     | Austria | Bundesliga     | 28    | 7      |
| 2006/07 | SV Pasching           | Austria | Bundesliga     | 30    | 11     |
| 2007/08 | LASK Linz             | Austria | Bundesliga     | 25    | 11     |
| 2008/09 | LASK Linz             | Austria | Bundesliga     | 34    | 10     |
| 2009/10 | LASK Linz             | Austria | Bundesliga     | 32    | 10     |
| 2010/11 | LASK Linz             | Austria | Bundesliga     | 17    | 2      |
| 2010/11 | FC Pasching           | Austria | Regionalliga   |       |        |

## Kariera reprezentacyjna
W reprezentacji Austrii Mayrleb zadebiutował 19 sierpnia 1998 roku w zremisowanym 2:2 towarzyskim meczu z Francją. W swojej karierze ma za sobą występy w eliminacjach do Euro 2000, MŚ 2002 oraz Euro 2004, MŚ 2006. W kadrze narodowej od 1998 do 2005 roku rozegrał 30 meczów i strzelił 6 goli.